# Ceracis
Ceracis es un género de escarabajos de la familia Ciidae.
Se alimentan de hongos, especialmente de poliporos.
Se encuentra principalmente en el Nuevo Mundo, en América del Norte y del Sur, así como en diversas islas del Mar Caribe, también en Sudáfrica y en Japón.

## Especies
Hay más de cuarenta especies.
- Ceracis bicornis Mellié, 1849
- Ceracis bifurcus Gorham, 1898
- Ceracis californicus Casey, 1884
- Ceracis cornifer Mellié, 1849
- Ceracis cucullatus Mellié, 1848
- Ceracis dixiensis Tanner, 1934
- Ceracis evansi Blair, 1944
- Ceracis furcatus Bosc, 1791
- Ceracis furcifer Mellié, 1849
- Ceracis hastifer Mellié, 1849
- Ceracis japonus Reitter, 1878
- Ceracis laminicollis Miyatake, 1982
- Ceracis laticornis Pic, 1922
- Ceracis latirostris Gorham, 1886
- Ceracis limai Madureira & Zacaro, 2002
- Ceracis militaris Mellié, 1849
- Ceracis minutissimus Mellié, 1849
- Ceracis minutus Dury, 1917
- Ceracis multipunctatus Mellié, 1849
- Ceracis nigricans Fauvel, 1904
- Ceracis nigropunctatus Lawrence, 1967
- Ceracis palaceps Zimmerman, 1942
- Ceracis particularis Pic, 1922
- Ceracis pecki Lawrence, 1971
- Ceracis powelli Lawrence, 1967
- Ceracis punctulatus Casey, 1898
- Ceracis quadricornis Gorham, 1886
- Ceracis quadridentatus Pic, 1922
- Ceracis ruficornis Pic, 1916
- Ceracis sallei Mellié, 1849
- Ceracis schaefferi Dury, 1917
- Ceracis shikokuensis Miyatake, 1954
- Ceracis simplicicornis Pic, 1916
- Ceracis singularis Miyatake, 1954
- Ceracis taurulus Jacqueline du Val, 1857
- Ceracis thoracicornis Ziegeler, 1845
- Ceracis variabilis Mellié, 1849